# Orinomana ascha
Orinomana ascha là một loài nhện trong họ Uloboridae.
Loài này thuộc chi Orinomana. Orinomana ascha được Cristian J. Grismado miêu tả năm 2000.